# Senhor de Vagos
Senhor de Vagos é um título nobiliárquico criado por D. João I, por mercê temporária de 23 de abril de 1384, depois transformada pelo mesmo soberano, por carta de 26 de fevereiro de 1412, em doação perpétua, de juro e herdade, a favor de João Gomes da Silva, filho de Gonçalo Gomes da Silva, alcaide-mor de Sabugal e Montemor-o-Velho, e de Leonor Gonçalves Coutinho.
- João Gomes da Silva
- Aires Gomes da Silva, 3.º senhor de Vagos
- João da Silva, 4.º senhor de Vagos
- Aires da Silva, 5º senhor de Vagos
- João da Silva, 6º senhor de Vagos
- Lourenço da Silva, 7.º Senhor de Vagos
- Diogo da Silva, 8.º Senhor de Vagos